# Bedshaped
«Bedshaped» — песня британской рок-группы Keane, изданная третьим синглом с альбома Hopes and Fears. Это первый сингл, выпущенный после выхода альбома. Он был продан в количестве 22 000 копий в течение первой недели, достигнув 10 позиции в чартах.

## Список композиций
CD
1. «Bedshaped»
2. «Something In Me Was Dying»
3. «Untitled 2»
4. Bedshaped (Video)

UK, винил
1. «Bedshaped»
2. «Something In Me Was Dying»

## Альтернативные комплектации

### Нидерланды, 3CD
Концертные записи в BNN

CD1

Выпущен 15 октября, 2004
1. «Bedshaped»
2. «Something In Me Was Dying»
3. «Everybody's Changing» (Акустическая версия)
4. «Can’t Stop Now» (Акустическая версия)

CD2

Выпущен 29 октября, 2004
1. «Bedshaped»
2. «Untitled 2»
3. «Somewhere Only We Know» (Акустическая версия)
4. «Bend and Break» (Акустическая версия)
5. «Bedshaped» (Видео с концерта)

CD3

Выпущен 12 ноября,2004
1. «Bedshaped»
2. «This Is the Last Time» (Акустическая версия)
3. «We Might as Well Be Strangers» (Акустическая версия)
4. «Bedshaped» (Акустическая версия)
5. «Bedshaped» (Видео с концерта)

### Германия, 2CD, DVD
Выпущены 18 апреля, 2005

CD1
1. «Bedshaped»
2. «This Is the Last Time»
3. «Untitled 2»
4. «Everybody’s Changing» (Live) (Airwaves Festival, Рейкьявик, 23 октября 2004)
5. «Somewhere Only We Know» (Live) (Forum, Лондон, 10 мая 2004)

CD2
1. «Bedshaped»
2. «Something In Me Was Dying»
3. «This Is the Last Time» (Акустическая версия) (Mill St. Brewery, Торонто, 20 сентября 2004)
4. «Bedshaped» (Live) (Brixton Academy, Лондон, 17 ноября 2004)
5. «We Might as Well Be Strangers» (Live) (Columbiafritz, Берлин, 19 мая 2004)

DVD
1. «Bedshaped» (Видео)
2. «Somewhere Only We Know» (Видео)
3. «Everybody’s Changing» Видео)
4. «This Is the Last Time» (Видео)

### Швейцария, CD
Выпущен 18 апреля, 2005
1. «Bedshaped»
2. «Something In Me Was Dying»
3. «This Is the Last Time» (Акустическая версия) (Mill St. Brewery, Торонто, 20 сентября, 2004)
4. «Bedshaped» (Live) (Brixton Academy, Лондон, 17 ноября, 2004)

### Австрия, 2CD
Выпущены 18 апреля, 2005
CD1
1. «Bedshaped»
2. «This Is the Last Time»
3. «Untitled 2»
4. «Everybody’s Changing» (Live) (Airwaves Festival, Рейкьявик, 23 октября 2004)
5. «Somewhere Only We Know»

CD2
1. «Bedshaped»
2. «Something In Me Was Dying»
3. «This Is the Last Time» (Акустическая версия) (Mill St. Brewery, Торонто, 20 сентября 2004)
4. «Bedshaped» (Live) (Brixton Academy, Лондон, 17 ноября 2004)
5. «We Might as Well Be Strangers» (Live) (Columbiafritz, Берлин, 19 мая 2004)

### Промоверсия
1. «Bedshaped»

## Песни

### Bedshaped
- Длительность: 4:37
- Темп: 76bpm
- Key: E (maj)
- Time signature: 4/4
- Жанр: Ballad
- Инструменты: фортепиано, ударные, bass, синтезатор, vox synthesizer

## Би-сайды

### Something in Me Was Dying
- Длительность: 4:46
- Темп: 107bpm
- Key: G (maj)
- Time signature: 4/4
- Жанр: Rock pop
- Инструменты: фортепиано, ударные, bass, синтезатор

### Untitled 2
- Длительность: 3:02
- Темп: 110bpm
- Key: Bb (B flat, maj)
- Time signature: 3/4
- Жанр: Ballad
- Инструменты: электрическое фортепиано, bass, ударные